# Девенни, Рэймонд
Рэймонд (Рэй) Роберт Уилмонт Девенни (англ. Raymond "Ray" Robert Wilmont Devenney), род. 24 февраля 1947) — ирландский политик и шахматист.
Чемпион Северной Ирландии 1972 г., Чемпион Ирландии 1977 г. (разделил 1—2 места с А. Ладгейтом).
Участник многих турниров, проводившихся на территории Ирландии и Великобритании. В международных соревнованиях высокого ранга не участвовал.
Священник, настоятель храма в местечке Драмбег (до 2013 г.).